# Arvid Palmgren

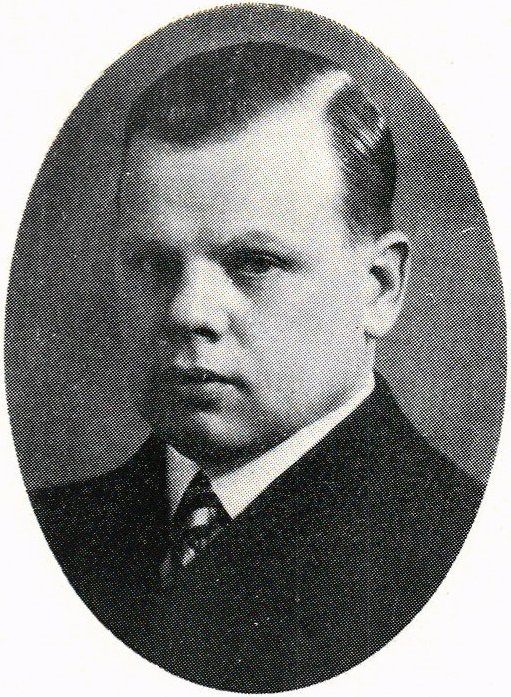
Arvid Palmgren, 1935.

Nils Arvid Palmgren, född 30 april 1890 i Falun, död 14 november 1971 i Lerum, var en svensk ingenjör, uppfinnaren av det sfäriska rullagret.
Palmgren tog studenten i Stockholm 1909, reservofficerexamen 1911, civilingenjörexamen (väg- och vattenbyggnad) 1916 och blev teknologie doktor vid KTH 1930. Han anställdes på Väg- och Vattenbyggnadsstyrelsen 1916, och började jobba som forskningsingenjör på SKF 1917. Han fick 1919  patent i nitton länder på det självjusterande sfäriska rullagret, med svenskt patentnr 53 856 som avsåg"...rullarnas anliggning mot löpspåren utefter hela eller största delen av rullängden". Åren 1937–1955 var han chef för SKF:s tekniska avdelning.  
Han utvecklade även teorier för beräkning av kullagers livslängd som fortfarande används. Han publicerade 1924 en mycket använd delskadehypotes för utmattningsbelastning av konstruktioner. Hans artikel rönte till en början dock endast begränsad uppmärksamhet och det var först när amerikanen M. A Miner 1945 publicerade samma hypotes som den fick genomslag. Den kallas nu ofta Palmgren-Miners delskadehypotes. 
Arvid Palmgrens doktorsavhandling 1930 behandlade "Undersökningar rörande statistiska bärförmågan hos kullager".
Han har även ett svenskt patent 90459 för avskärmning av elektriska musikinstrument, ansökt 1932 och beviljat 1937.
Arvid Palmgren tilldelades Ingenjörsvetenskapsakademiens guldmedalj 1938 och invaldes 1943 även som ledamot av samma akademi.
Gift 1916 med Mary Ann Roempke (1888-1947).